# Kryptophanaron alfredi
Kryptophanaron alfredi is een straalvinnige vissensoort uit de familie van lantaarnvissen (Anomalopidae). De wetenschappelijke naam van de soort is voor het eerst geldig gepubliceerd in 1926 door Silvester & Fowler.